# Тролза-5275.00
Тролза 5275.00 (рос. Тролза 5275.00) — тролейбус з пониженим рівнем підлоги. Всього  серійно було виготовлено 49 екземплярів російським заводом «Тролза» у 2002—2005 роках. Ця модель виявилася не надто вдалою та якісною, на конвеєрі цю модель замінила Тролза 5275.05/06/07 «Оптіма», також з пониженим рівнем підлоги.
У 1999 році побудований перший екземпляр тролейбуса, був на автомобільній виставці у Москві, згодом експлуатувався у місті Ковров (бортовий № 11), у 2013 році був списаний.

## Загальні дані
Кузов
Кузов тролейбуса, як і у його наступників, виконується несівного типу, де основою кузова є жорсткий сталевий каркас, що виконаний з труб з високоміцної оцинкованої легованої сталі (сталь легується спеціальними домішками для покращення її властивостей та задля підвищення стійкості до корозії, найчастіше легується хромом, молібденом, ванадієм тощо), ну а цинк, шаром якого покрито сталь не довзоляє сталі окиснюватися, принаймні настільки швидко. Що стосується рами, то просторова (не несівна) рама інтегрується у кузов з метою зміцнення усієї конструкції. Обшивка боковин та даху виконується з листів оцинкованої сталі, що оброблена лако-фарбовим покривом (антикорозійними емалями а також фосфатною фарбою); ресурс кузова цієї машини складає не менше 10 років. Передня та задня панелі тролейбуса виконані зі склопластику
Фарбування
Тролейбуси Тролза-5275.00 мали своє характерне фарбування (таке, яке показано на зображенні): кузов повністю білого кольору, низ боковин (так звана «юбка») і задка синього кольору, бампер та частина передка над бампером чорні. Однак, частина цих тролейбусів цієї покраски немає, замість неї поклеєна реклама, а кузов пофарбований вже у інші кольори.
Лобове скло
У тролейбуса є цікавий факт, пов'язаний з лобовим склом: саме лобове скло Тролза-5275.00 первинно є суцільним та панорамного типу. Звичайно, тут застосоване трислойне скло, так званий триплекс, тобто безуламкове скло, два шари скла склеєно між собою тонким прозорим шаром пластику, і при пошкодженні скло не б'ється на друзки, лише тріскається. Однак через ДТП у деяких тролейбусів пошкоджене лобове скло замінювали на розділене, значно менших розмірів, на зразок тих, що є у ЗіУ-682, що значно спотворювало зовнішній вигляд тролейбуса. Зустрічалися тролейбуси з панорамним лобовим склом і склоочисниками горзионтального типу, у перероблених лише паралелограмного. Склоочисники є двохшвидкісними, під облицьовкою передка знаходиться бачок з піною, що застосовується для промиття лобового скла (функція склоомивача).
Мости та підвіска
Тролейбус Тролза-5275.00 є двохвісним, ведучим є задній міст (марки RABA, тролейбус обладнаний переднім та заднім мостом RABA), колеса передньої осі мають односкатне ошинування, задньої — двохскатне. Передня підвіска залежна пневматична на двох пневматичних балонах, функція яких забезпечення плавності руху і утримання положення кузова; задня також залежна пневматична на чотирьох пневматичних балонах.
Колеса
На тролейбусі були застосовані колеса з дисковою конструкцію, розмір шин — 295/80 R 22,5.
Електрообладнання
Тролза-5275.00 комплектувалася двигуном постійного струму ДК-213 виробництва московського заводу «Динамо» потужністю 115 кВт; двигун розміщується у задньому звісі з лівого боку під підлогою салону. Система керування тяговим електродвигуном — реостатно-контакторна (РКСУ), КР-3001 (що стосується принципу роботи, див. Тролза 5275.05/06/07 «Оптіма»). Як і у Тролза 5275.05 на дах тролейбуса винесено наступне електрообладнання:
- контейнер з пускотормозними реостатами;
- контейнер з радіореакторами, що потрібні для подавлення поміх радіозв'язку (розміщені перед струмоприймачами);
- струмоприймачі (штанги);
- груповий реостатний контроллер (для комутації груп пускотормозних реостатів);
- статичний преобразователь для перетворення високої напруги у низьку і живлення низьковольтних ланцюгів тролейбуса.

Під підлогою тролейбуса у задньому звісі розміщується контакторна панель (контактори, релейного принципу, потрібні для введення певних груп пускотормозних реостатів у електричне коло ТЕД), тяговий електродвигун ДК-213 і компресорний агрегат.
Гальмівна система у тролейбуса є електропневматичною двохступінчастою: спершу відбувається електродинамічне (реостатне) гальмування, тобто ТЕД тролейбуса працює у режимі електрогенератора, виробляючи електроенергію на нагрів гальмівного резистора, ну а гальмівне зусилля залежить від зміни опору; надалі вступає у дію пневматична гальмівна система, що є двохконтурною з антиблокувальною системою ABS від німецького виробника WABCO; гальмівні механізми — барабанного типу, тобто закритий гальмівний механізм, до якого зсередини притискаються гальмівні колодки.
Тролейбус Тролза-5275.00 має понижений рівень підлоги при перших двох входах (є лише одна сходинка), при останніх дверях дві сходинки до салону. Двері мають електропневматичний привід та мають систему протизащемлення пасажирів. У салоні розміщується від 24 до 40 пасажирських місць з синтетичною оббивкою. У зв'язку зі встановленням автоматизованої системи контролю за проїздом у Москві, перегородка кабіни водія була частково демонтована, і передні двері стали повністю для пасажира. Бокові вікна та заднє скло — тоновані.
Кабіна водія тролейбуса доволі простора, відмежована від салону суцільною перегородкою (у оригіналі). Тут присутні такі риси, як регульована рульова колонка та комфортабельне крісло водія. Рульовий механізм CSEPEL оснащений гідропідсилювачем. Приборна панель від наступників мало відрізняється. У наявності «замок запалювання» та система проти угону тролейбуса.
Додаткові опції:
- встановлення у салоні електровентилятора (окрім цього, у салоні змонтовано два дахові люки і зсувні хвіртки на бокових вікнах)
- забезпечення автономного ходу на базі 50-кіловатного дизель-генератора. Дизель не має механічного зв'язку з ведучими колесами, він лише обертає електрогенератор, який буде виробляти електроенергію. Однак дизель-генератори не застосовувалися.

## Технічна характеристика
| Довжина, мм                                                                       | 11980                         |
| Ширина, мм                                                                        | 2500                          |
| Висота, мм                                                                        | 3500                          |
| Ресурс кузова, не менше, роки                                                     | 10                            |
| Споряджена маса, кг                                                               | 10600                         |
| Технічно допустиме навантаження на передню вісь, кг                               | 7100                          |
| Технічно допустиме навантаження на задню вісь, кг                                 | 11500                         |
| Передній міст, марка                                                              | RABA F-752.35-3100            |
| Задній міст, марка                                                                | RABA TPR 19-97                |
| Ведучий міст                                                                      | задній                        |
| Розмір шин                                                                        | 295/80 R 22,5                 |
| Тип коліс                                                                         | дискові 8,25х22,5             |
| Гальмівна система                                                                 | електродинамічна/пневматична  |
| ABS                                                                               | так, WABCO                    |
| Передня підвіска                                                                  | залежна пневматична 2-балонна |
| Задня підвіска                                                                    | залежна пневматична 4-балонна |
| Колісна формула                                                                   | 4×2                           |
| Висота підлоги передніх та середніх дверях, мм                                    | 600                           |
| Висота підлоги при задніх дверях, мм                                              | 820                           |
| Формула дверей                                                                    | 2—2—2                         |
| Кількість сидячих місць, шт                                                       | 24—40                         |
| Нормальна місткість, чол                                                          | 100                           |
| Рульовий механізм                                                                 | CSEPEL-D-500.34.3520-910      |
| Двигун                                                                            | ДК-213                        |
| Тип                                                                               | постійного струму             |
| Потужність, кіловат                                                               | 115                           |
| СУ тяговим двигуном                                                               | РКСУ                          |
| Комплект                                                                          | КР-3001                       |
| Автономний хід                                                                    | опція                         |
| Робоча напруга, В                                                                 | 550                           |
| Бортова напруга, В                                                                | 24—28                         |
| Статичний преобразователь                                                         | 550-28-200А                   |
| Акумуляторна батарея (для живлення низьковольних ланцюгів)                        | 9НКЛБ-70                      |
| Максимально допустиме відхилення від контактної мережі, м                         | 4,5                           |
| Максимальна постійна швидкість на горизонтальній ділянці траси, км/год            | 60                            |
| Максимально можливий підйом, що може подолати тролейбус з повним навантаженням, % | 8                             |

## Доля і експлуатація

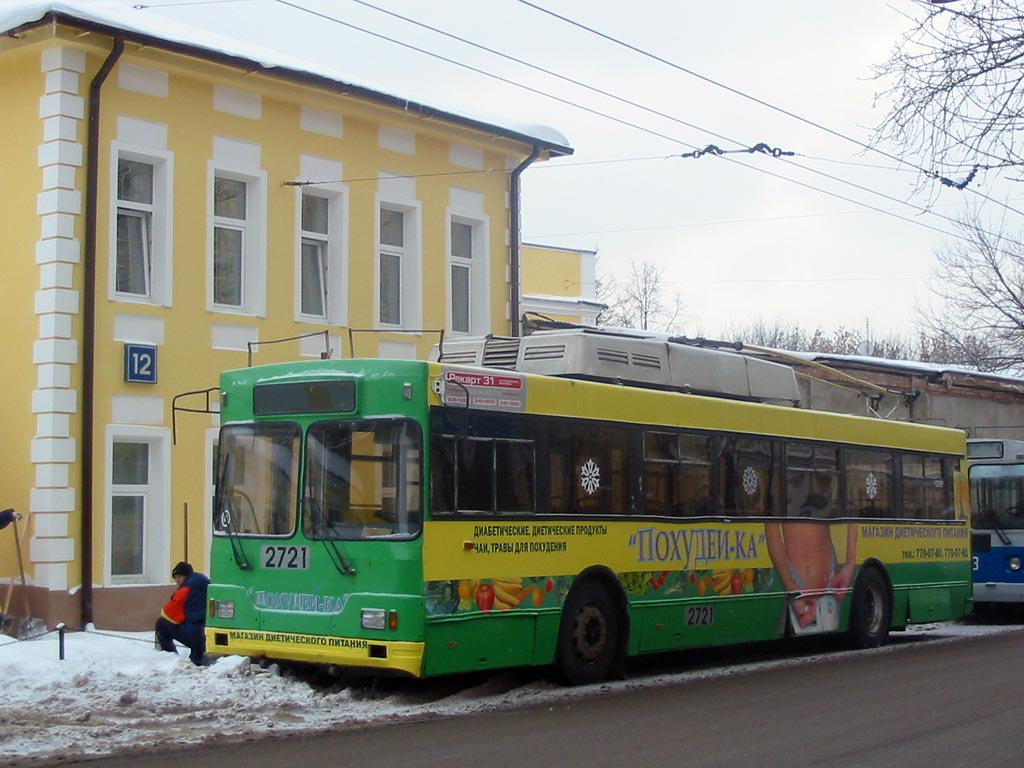
Тролза-5275.00 з переробленою передньою панеллю

За 2002—2005 роки випуску було випущено 49 тролейбусів, на зміну яким прийшла Тролза 5275.05/06/07 «Оптіма», значно вдосконалена та покращена модель тролейбуса. Доля експлуатації цих тролейбусів у Москві була не найкраща — декілька з них згоріло, чимало їх було списано, решта  тролейбусів були непрацюючими або потребували ремонту (станом на 2010 рік), навіть не зважаючи на вік машин, який не досяг навіть 10-річного. Чимало з них мали замінене маленьке лобове скло, що значно спотворювало зовнішній вигляд тролейбуса. Станом на 2010 рік експлуатуються у трьох містах Росії (Енгельс, Ковров та Москва).
Причиною списання машин була посередня якість та умови експлуатації.
| Місто   | Роки поставок | Справних тролейбусів | Несправних тролейбусів | Списаних тролейбусів | Загальна кількість |
| ------- | ------------- | -------------------- | ---------------------- | -------------------- | ------------------ |
| Ковров  | 1999          | 0                    | 0                      | 1                    | 1                  |
| Москва  | 2002—2005     | 0                    | 1                      | 0                    | 47                 |
| Енгельс | 200X          | 0                    | 0                      | 1                    | 1                  |

## Цікаві факти
- Тролейбуси з переробленим передком отримав назву «бронеморда».
- Тролза-5275.00 спершу мала модифікацію Тролза-5274.
- У списку додаткових опцій — дизель-генератор, проте ним випущені тролейбуси були не обладнані.